# BIT Audiovisual
Bit Audiovisual és una fira que dona a conèixer les últimes propostes tecnològiques i apropa les empreses i els professionals al món de la televisió corporativa, els eSports, el digital signage, les noves plataformes de distribució i els emergents nous productors de contingut cinematogràfic i publicitari.
La fira està organitzada per Ifema, Panorama Audiovisual i Comunicare Digitale. Es constitueix com una eina de networking amb l'objectiu d'anticipar els canvis que transformen la indústria audiovisual, se celebra biennalment i reuneix directius i CTOs de grans grups de comunicació multimèdia, telcos i radiotelevisions autonòmiques així com nombroses televisions locals i productores de televisió, cinema i publicitat.
La fira acull un seguit d'iniciatives que donin suport a la participació de les empreses: I+D+ BIT (espai per posar en valor els projectes de recerca més destacats), BIT INNOVA (galeria de novetats), BIT START UP (plataforma per visibilitzar els projectes empresarials innovadors amb potencial per ser aplicats al sector audiovisual) i BIT TV. També presenta un programa de jornades interactiu amb entrevistes en directe, debats, taules rodones i workshops al voltant d'un escenari d'experiències i casos d'estudis dels últims desenvolupaments tecnològics dins de la indústria audiovisual.